# Bogangolo
Bogandolo est une localité de République centrafricaine située dans la préfecture d'Ombella-M'Poko dont elle constitue l'une des six sous-préfectures.

## Géographie
Bogangolo est située sur route la nationale RN4, entre Damara et Bouca, à 80 km au nord de Damara et à 156 km de Bangui.

## Histoire
Jusqu’à la fin des années 80, le Poste de Contrôle Administratif (PCA) de Bogangolo était sous l’administration de la Sous-prefecture de Damara.Ce fut pendant la mandature de Jean Sébiro comme Maire que Bogangolo était devenue Sous-profecture sans oublier les tractations du Maire de Damara, usant tout son poids politique et a obtenu le rattachement du village le plus riche en ressources naturelles, Bogoin, à la Sous-prefecture de Damara alors qu’il fait naturellement partie du territoire de Bogangolo. Ce qui créa une inimitié entre le Maire de Damara, Jean Sébiro et un notable du village Boudouma, de la nouvelle Sous-préfecture de Bogangolo, voisin de ce dernier à Bangui; un certain Maurice Wananga, jusqu’à la fin de la mandature du Maire de Damara.

## Administration
La commune de Bogangolo est l'unique commune de la sous-préfecture.
En 2003, sa population est de 7 358 habitants, située en totalité en zone rurale.

## Villages
La commune rurale de Bogangolo s'étend sur 43 villages recensés en 2003 : Banda, Bobala, Boban 1, Boban 2, Bobatoua, Bobingui, Bodele Bac, Bodoa, Bofele, Boffi, Bogangolo Centre, Boganli 1, Boganli 2, Bogbadou, Bogbanou(1 et 2), Bogbara Bokoete, Bogombo, Boguindo, Bokoete Gbanziri, Bokoete Pin, Bokpale, Bokpenemon 1, Bokpenemon 2, Bondona, Boudouma, Botoba, Botoukpa, Botounou, Dama, Gbagbere, Gbanli, Gouze, Kada, Koumadesse, Kpakofe, Liwere, Lassy, Mandja, Mbata 1, Mbata 2, Ngoko, Tonli, Welembou.

## Cultes
La paroisse catholique Saint François Xavier de Bogangolo est fondée en 1996, elle dépend de la doyenné de Damara de l'Archidiocèse de Bangui.